# Копперс, Дико
Дико Копперс (нидерл. Dico Koppers; родился 31 января 1992 года в городе Хармелен, Нидерланды) — нидерландский футболист, защитник.

## Клубная карьера
Копперс — воспитанник амстердамского «Аякса». 23 октября 2011 года в матче против «Фейеноорда» он дебютировал в Эредивизи. В 2012 году Копперс стал чемпионом Нидерландов. В начале 2013 года Дико на правах аренды перешёл в АДО Ден Хааг. 2 февраля в матче против ПСВ Копперс дебютировал за новый клуб.
Летом того же года он перешёл в «Твенте». Контракт был подписан на четыре года, сумма трансфера составила 800 тыс. евро. 3 августа в поединке против «Валвейка» Дико дебютировал за новую команду.
В июне 2017 года перешёл в ПЕК Зволле, подписав с клубом контракт на два года. 26 августа в матче против своего бывшего клуба «Твенте» он дебютировал за новую команду.
В августе 2020 года Копперс объявил, что завершает профессиональную карьеру из-за травм, но продолжит играть на любительском уровне за любительскую команду «Аякса». 

## Достижения
Командные
 «Аякс»
- Чемпион Нидерландов — 2011/12